# Subnautica: Below Zero
Subnautica: Below Zero (en español "Subnautica: Bajo Cero") es un videojuego de acción y aventura de supervivencia de mundo abierto desarrollado y publicado por Unknown Worlds Entertainment. Es la secuela del juego de 2018 Subnautica.
Introducido en el acceso anticipado a través de Steam y la Epic Games Store en enero de 2019, Subnautica: Below Zero fue lanzado para Microsoft Windows, macOS, PlayStation 4, PlayStation 5, Xbox One, Xbox Series X/S, y Nintendo Switch el 14 de mayo de 2021. Las versiones físicas del juego son publicadas por Bandai Namco Entertainment.

## Jugabilidad
Subnautica: Below Zero es un videojuego de aventuras de supervivencia ambientado en un entorno de mundo abierto y jugado desde una perspectiva en primera persona. El jugador controla a una mujer que llega al planeta 4546B para buscar pistas sobre el paradero desconocido de su hermana. Al igual que su predecesor, el objetivo del jugador es explorar los entornos y sobrevivir en el entorno alienígena mientras que también completar objetivos para avanzar en la trama del juego. Los jugadores recolectan recursos, construyen herramientas, construyen bases y sumergibles, y pueden interactuar con la vida silvestre del planeta.
El juego se lleva a cabo principalmente bajo el agua, pero a diferencia de su predecesor, hay importantes áreas terrestres para explorar en el norte del mundo del juego. Hay más estructuras explorables para encontrar tanto sobre el suelo como bajo el agua que sirven como lugares clave para la historia, pero también para los planos que el jugador puede encontrar para la elaboración. Hay un ciclo día-noche que afecta a la visibilidad y el clima dinámico que afecta aún más la visibilidad, como el viento, la nieve, la niebla y el granizo. Además, el juego introduce nuevos gadgets como el casco de linterna, el detector de minerales y el tanque de refuerzo.
Junto con las mecánicas que regresan, como la salud, el hambre y la sed, los jugadores ahora tienen un medidor de temperatura que se activa cuando están en tierra. Si el jugador está expuesto a un clima duro, comenzará a desarrollar hipotermia. Esto se puede prevenir encontrando refugio en cuevas o edificios, utilizando plantas o herramientas que pueden calentar al jugador, y mediante la elaboración de equipo de supervivencia adecuado que permite al jugador permanecer fuera en condiciones meteorológicas adversas durante períodos de tiempo más largos.
Al comenzar un nuevo juego, los jugadores deben seleccionar un modo de dificultad de los siguientes cuatro:
- Supervivencia - El jugador debe manejar la salud, el hambre, la sed, el oxígeno y la temperatura. Al morir, reaparecen, pero ciertos artículos se pierden de su inventario.
- Modo libre - Al igual que la supervivencia, pero con el hambre y la sed deshabilitadas.
- Modo Hardcore - Al igual que el modo supervivencia, pero si el jugador muere, el jugador ya no podrá reaparecer y el archivo de guardado se eliminará permanentemente.
- Modo creativo - La salud, el hambre, la sed, el oxígeno y la temperatura están deshabilitados, se adquieren todos los planos de elaboración y no se requieren recursos para elaborar. Además, se proporcionan los sumergibles, un Seaglide, una bahía móvil para vehículos, un cuchillo, una linterna, un constructor de hábitat, un escáner y un cañón de propulsión, No necesitan una fuente de energía y no pueden ser dañados (a menos que el jugador los dañe intencionalmente).

## Desarrollo
Subnautica: Below Zero se concibió inicialmente como un paquete de contenido descargable (DLC) para el Subnautica original (2018), aunque su alcance finalmente se expandió significativamente, lo que llevó a Future Animations a lanzar esta secuela como un producto independiente. A pesar de esto, no se consideró una secuela completa de Subnautica. 
Anunciado en agosto de 2018, el juego fue lanzado en acceso anticipado para Windows y MacOS el 30 de enero de 2019. El juego completo fue lanzado para estas plataformas, junto con versiones para Nintendo Switch, PlayStation 4, PlayStation 5, Xbox One y Xbox Series X/S el 14 de mayo de 2021. El juego tiene un mayor énfasis en la narración en comparación con el original.

## Recepción
Subnautica: Below Zero recibió "críticas generalmente favorables" según Metacritic